# Sweet Sixteen (film, 2002)
Pour les articles homonymes, voir Sweet Sixteen.
Pour plus de détails, voir Fiche technique et Distribution.
Sweet Sixteen est un film britannique réalisé par Ken Loach sorti en 2002.

## Résumé
Dans la petite ville de Greenock en Écosse, Liam rêve de la famille qu'il n'a jamais eue. Entre son beau-père, dealer, qui ne pense qu'à ses petits trafics, et sa mère toxicomane, en prison, il est cerné.
Sa mère doit sortir de prison pour ses 16 ans et il se promet de la rendre heureuse, en lui offrant cette caravane située dans un décor sublime, mais comment trouver l'argent ?
Il est habitué à vendre des cigarettes, mais ça ne rapporte pas assez… il finit par se résigner à vendre de la drogue.
Il commence par voler la drogue de son beau-père puis finit par se mettre en liaison avec un gros fournisseur qui lui promet monts et merveilles. Le trafic fonctionne bien, il a un logement dans les beaux quartiers.
Lorsque sa mère sort de prison, il va tout faire pour qu'elle vienne habiter avec lui.
Mais sa mère renoue avec son beau-père, et tous les rêves du jeune Liam sont brisés. Il est anéanti et en quête de vengeance.

## Fiche technique
- Réalisateur : Ken Loach
- Productrice : Rebecca O'Brien
- Scénario : Paul Laverty
- Pays d'origine :  Royaume-Uni
- Photographie : Barry Ackroyd
- Montage : Jonathan Morris
- Musique : George Fenton
- Son : Ray Beckett
- Production : Alta Films, Sexteen Films, Scottish Screen, BBC, Road Movies Filmproduktion, Tornasol Films
- Format : Couleurs
- Genre : Chronique dramatique
- Durée : 106 min
- Date de sortie : 
  - Royaume-Uni : 4 octobre 2002
  - France : 11 décembre 2002

## Distribution
- Martin Compston : Liam
- William Ruane : Pinball, ami de Liam
- Annmarie Fulton (VF : Olivia Dalric) : Chantelle, sœur de Liam
- Michelle Abercromby : Suzanne, amie de Chantelle
- Michelle Coulter : Jean, mère de Liam
- Gary McCormack : Stan, beau-père de Liam

## Distinctions
- Prix du Scénario au Festival de Cannes 2002
- Golden Camera 300 lors du Festival des frères Manaki 2003.
- British Independent Film Awards - Meilleur film

## Censure
L'usage du mot « fuck » (terme argotique désignant l'acte sexuel) 313 fois et du mot « cunt » (terme argotique désignant le sexe féminin) environ 20 fois ont conduit le British Board of Film Classification à interdire le film aux moins de 18 ans. L'Espagne a pris la même décision mais en France et en Allemagne, le film a été interdit aux moins de 12 ans. Ken Loach et Paul Laverty ont protesté contre cette décision par un article dans le Guardian.
Paul Laverty, le scénariste, a parlé de censure et de « préjugé de classe » car la plupart des informations qui sont à la base du scénario émanent de jeunes Écossais de moins de 18 ans qui pourtant n'ont pas pu voir le film.